# Вербовка (Лугинский район)
Вербовка (укр. Вербівка) — село на Украине, основано в 1858 году, находится в Лугинском районе Житомирской области на реке Жерев.
Код КОАТУУ — 1822881302. Население по переписи 2001 года составляет 148 человек. Почтовый индекс — 11303. Телефонный код — 4161. Занимает площадь 0,6 км².

## Адрес местного совета
11331, Житомирская область, Лугинский р-н, с. Великий Дивлин, ул. Ленина, 45